# Llantilio Crossenny
Llantilio Crossenny  (in gallese: Llandeilo Gresynni) è un villaggio di circa 700 abitanti del Galles sud-orientale, facente parte della contea del Monmouthshire e situato nella valle del fiume Wye, al confine con l'Inghilterra.

## Etimologia
Il toponimo Llantilio Crossenny fa probabilmente riferimento ad una croce dedicata a San Teilo, vescovo di Llandaff vissuto nel VI secolo e qui sepolto.

## Geografia fisica

### Collocazione
Llantilio Crossenny si trova ad una ventina di chilometri a nord-ovest di Monmouth.

## Società

### Evoluzione demografica
Al censimento del 2011, il villaggio di Llantilio Crossenny contava una popolazione pari a 731 abitanti.

## Storia
Nel VI secolo, sarebbe stata combattuta in loco la battaglia di Llantilio Crossenny, che vide di fronte i Sassoni e Iddon: quest'ultimo avrebbe avuto la meglio dopo aver chiesto a San Teilo di pregare per la vittoria.

## Monumenti e luoghi d'interesse

### Chiesa di San Teilo
Tra gli edifici d'interesse del villaggio, figura la chiesa di San Teilo, che presenta una torre risalente al XIII secolo e una navata del XIV secolo.

### White Castle
Nei dintorni di Llantilio Crossenny, si trova inoltre il White Castle ("Castello Bianco"), conosciuto in origine come "castello di Llantilio", uno dei cosiddetti "Tre castelli" (gli altri due sono quello di Grosmont e quello di Skenfrith) realizzati tra il XII e il XIII secolo a protezione dei confini.

## Feste ed eventi
- Llantilio Crossenny Festival of Music and Drama[3][7]